# Ponte di Pakse
Il ponte di Pakse (in lingua lao: ຂົວ ປາກເຊ, trasl. IPA: [kʰǔa pȁːk séː]), chiamato anche ponte lao-nipponico, è un ponte stradale sul fiume Mekong che collega la città di Pakxe, capoluogo della Provincia di Champasak, con il Distretto di Phonthong, posto sul lato occidentale del fiume, nel Laos meridionale. È attraversato dalla strada nazionale 16, che unisce la cittadina thailandese di frontiera di Chong Mek, nella Provincia di Ubon Ratchathani, con quella di Vang Pao, in Provincia di Champasak.
È il secondo ponte costruito in Laos sul Mekong dopo il primo ponte dell'amicizia thai-lao, inaugurato nel 1994 sulla frontiera con la Thailandia presso la capitale laotiana Vientiane, ed il primo sul Mekong interamente in territorio laotiano. Dopo l'inaugurazione, avvenuta nel 2000, la sua effigie compare nella serie di francobolli emessi nel Paese per celebrarne la costruzione e sulla banconota da 10.000 kip emessa dalla Banca del Laos.

## Descrizione
È stato eseguito in calcestruzzo armato precompresso e la lunghezza totale è di 1.380 metri, ma è formato in realtà da quattro segmenti contigui ed indipendenti che misurano 325, 306, 306 e 443 metri. Il più lungo è un ponte strallato i cui due piloni dotati di stralli sono tra loro consecutivi e la campata che li unisce ha una luce di 143 metri, la più lunga dell'intera struttura. Tutti gli altri piloni del ponte servono solo per l'appoggio delle travate. La struttura orizzontale portante è rappresentata da travi scatolari gettate con il metodo a sbalzo e le campate standard hanno una luce di 102 metri. La larghezza è di 11,5 metri e comprende una carreggiata con una corsia per ogni  senso di marcia e due marciapiedi.
Il progetto ha tenuto conto che tra la stagione delle piogge e quella secca la variazione del livello delle acque arriva a più di 10 metri.

## Storia
L'opera è costata 5,46 miliardi di yen ed è stata finanziata interamente dallo Stato giapponese. Anche le due ditte costruttrici che hanno ottenuto l'appalto dei lavori sono giapponesi. I lavori furono completati il 2 agosto del 2000, ed il giorno dopo ebbe luogo l'inaugurazione della struttura alla presenza del primo ministro laotiano e degli inviati del governo di Tokyo.
Il ponte è stato costruito per lo sviluppo economico di questa zona del sud-est asiatico, ed in parallelo sono state potenziate ed ammodernate le infrastrutture stradali che collegano Pakxe con la Thailandia, la Cambogia ed il Vietnam, con i fondi dell'Asian Development Bank. Il tratto della strada nazionale 13 che porta nel nord è invece stato adeguato con un ulteriore finanziamento del Giappone.